# Kapilarna elektroforeza
Kapilarna elektroforeza je separacijska analizna metoda, pri kateri se komponente vzorca ločijo zaradi različne hitrosti potovanja v električnem polju v kapilari. Uveljavlja se kot dobra alternativa tekočinski kromatografiji visoke ločljivosti in daje primerljive rezultate, hkrati pa za analizo porabi veliko manj vzorcev in topil.

## Zgodovina
»Verjetno je še prezgodaj, da bi lahko predvideli, kakšno praktično vrednost bo dosegla ta metoda …« To so besede švedskega znanstvenika Arneja Tiseliusa, s katerimi je zaključil svoj govor, ko so mu leta 1948 podelili Nobelovo nagrado za kemijo. Arne Tiselius je v tridesetih letih dvajsetega stoletja razvil elektroforezo, takrat povsem novo tehniko, s katero je proučeval serumske proteine, in leta 1937 o njej objavil tudi prvi znanstveni članek.
Njegova aparatura je predstavljala cev z zmesjo proteinov, ki jo je priključil na električno napetost in ugotovil, da molekule iz vzorca potujejo v smeri in s hitrostjo, ki sta odvisni od naboja in mobilnosti.
Prvi začetki kapilarne elektroforeze so povezani z letoma 1979 in 1981, ko je metoda doživela svoje prve znanstvene objave. V letih, ki so sledila, pa je doživela pravi razcvet in slabih sedemdeset let kasneje predstavlja orodje, ki je nepogrešljivo v vsakem sodobnem laboratoriju.

## Osnove elektroforetske separacije
Separacija molekul pri kapilarni elektroforezi temelji na osnovah klasične elektroforeze. Nabite molekule, ki jih izpostavimo električnemu polju, potujejo k elektrodi z nasprotnim nabojem. Hitrost njihovega potovanja je odvisna od moči električnega polja (E), celokupnega naboja proteina (q) ter zavornega koeficienta (f) (enačba 1). Moč električnega polja predstavlja razmerje med potencialno razliko med elektrodama (U) in razdaljo med elektrodama (d) (enačba 2).
Enačba 1	
v … hitrost potovanja [m/s]
E … moč električnega polja (V/m)
q … naboj
f … zavorni koeficient [Vs/m2]
Enačba 2	
U … potencialna razlika med elektrodama [V]
D … razdalja med elektrodama [m]
Delce z nabojem poganja proti elektrodi sila Eq. Njihovemu potovanju nasprotuje zavorna sila, ki jo določa zavorni koeficient in je odvisna od velikosti in oblike delca, poroznosti medija, skozi katerega se giblje delec, ter viskoznosti elektrolita. Hitrost potovanja delca definiramo z elektroforetsko mobilnostjo, ki predstavlja razmerje med hitrostjo potovanja (?) in močjo električnega polja (E) oziroma razmerje med nabojem (q) in zavornim koeficientom (f) (enačba 3).
Enačba 3	
µ … elektroforetska mobilnost [m2/Vs]
Z elektroforezo ločimo delce z različnimi naboji, ker se razlikujejo njihove elektroforetske mobilnosti, kot tudi delce z enakimi naboji, če so različne velikosti ali oblike, ker nanje delujejo različne zavorne sile.

## Sistem kapilarne elektroforeze

### Princip separacije
Separacija analitov poteka v stekleni kapilari, napolnjeni z elektroforetskim pufrom, ob priključitvi visoke napetosti. Zaradi razlike v napetosti med anodo in katodo začnejo delci z nabojem potovati. Na njihovo potovanje pa vpliva še dodatni tekočinski tok, ki ga imenujemo elektroosmozni tok. Elektroosmozni tok nastane zaradi negativnega naboja silanolnih skupin ob steni kapilare, ki privlači katione, predvsem oksonijeve ione H30+. Ko priključimo napetost, začnejo hidratirani oziroma solvatirani kationi potovati proti katodi in s seboj potegnejo celotno raztopino. Elektroosmozni tok je pomemben pri vrednostih pH nad 3. Zaradi elektroosmoznega toka se molekule gibljejo neodvisno od naboja, v isto smer (običajno proti katodi), saj je elektroossmozni tok močnejši od elektroforetske mobilnosti molekul. Najhitreje se zato gibljejo majhni delci s pozitivnim nabojem, sledijo jim veliki delci s pozitivnim nabojem, nato nevtralni delci – ti potujejo s hitrostjo elektroosmoznega toka – in nazadnje še delci z negativnim nabojem (slika 2). Elektroosmozni tok zmanjšamo s povečanjem ionske moči ali viskoznosti pufra, z zmanjšanjem pH pufra, z dodatkom organskih topil (etanola, metanola, acetonitrila) ali zmanjšanjem napetosti.

### Analiza

#### Injiciranje
Osnovne komponente kapilarne elektroforeze so vir visoke napetosti, dve elektrodi, dva rezervoarja s pufrom, kapilara, detekcijski sistem in sistem za zapis in obdelavo signala (slika 1). Postopek analize poteka tako, da kapilaro napolnimo s pufrom in vanjo injiciramo nekaj nanolitrov vzorca. Injiciranje je lahko elektrokinetično, pri čemer za določen čas (navadno 0,5-30 s) priključimo napetost, ki povzroči, da preide določena količina vzorca v kapilaro. Ta količina je določena s časom in napetostjo injiciranja. Drugi način je hidrodinamsko injiciranje, kjer vnesemo vzorec v kapilaro s pomočjo razlike tlakov med obema koncema kapilare (z natego, nadtlakom ali s podtlakom). V prvem primeru vialo z vzorcem za določen čas dvignemo nad kapilaro, pri čemer je količina vzorca, ki vstopi v kapilaro, odvisna od višine in časa dviga. Nadtlak oziroma podtlak vzpostavimo preko sistema ventilov, količina injiciranega vzorca je v tem primeru odvisna od tlačne razlike. Ko je injicirajne končano, konec kapilare ponovno potopimo v pufer in priključimo visoko napetost (0-±30 kV). Tok, ki pri tem steče skozi kapilaro, navadno ne preseže 200 µA, odvisen pa je od napetosti, koncentracije in vrste pufra ter dolžine in premera kapilare.

#### Detekcija
Molekule, ki se ločijo, na koncu kapilare preidejo skozi detektor, kar nam da signale, ki se zapišejo na elektroferogramu. Najbolj običajna vrsta detekcije je v območju UV-VIS-spektra, njena velika pomanjkljivost pa je majhna občutljivost. Razlog za to je kratka pot svetlobe skozi vzorec, ki ima dolžino notranjega premera kapilare. Drugi načini detekcije so še fluorescenčna, kemiluminiscenčna, amperometrična, konduktometrična in potenciometrična detekcija ter detekcija z masno spektrometrijo.
Če molekule iz vzorca nimajo kromoforov in ne morejo absorbirati svetlobe oziroma ne fluorescirajo, lahko nanje pred ali med analizo vežemo spojine, ki imajo te lastnosti. Razvili so tudi indirektno detekcijo, pri kateri dodamo v pufer spojino, ki dobro absorbira svetlobo (natrijev kromat) ali intenzivno fluorescira (kinin), zaradi česar nam daje detektor visok signal, ko pa do njega pridejo molekule iz vzorca, jakost signala pade in zapišejo se negativni signali.

## Kapilare
Kapilare so osrednji element celotnega sistema, saj v njih poteka separacija molekul. Najpogosteje so izdelane iz kremenčevega stekla, ki prepušča UV-svetlobo, je obstojno v širokem območju pH in nereaktivno. Zunanja stran je prevlečena s plastjo poliimida, ki zagotovi mehansko odpornost. Na končnem delu kapilare, kjer je t. i. detekcijski mehurček, je poliimidna zaščita odstranjena. Kapilare so lahko obložene tudi v notranjosti. Njihov premer sega od 20-100 µm, dolžina pa od 25–122 cm.

## Pufer
Vrsta in koncentracija delovnega pufra sta velikega pomena za uspešno separacija molekul. Najpogosteje gre za raztopine anorganskih soli v vodi, to sta na primer fosfatni in boratni pufer, ki jim lahko dodamo površinsko aktivne snovi, organske modifikatorje ali kiralne spojine. Pri izbiri pufra moramo upoštevati topnost in stabilnost molekul iz vzorca v pufru.

## Vrste kapilarne elektroforeze
Široko uporabnost kapilarne elektroforeze nadgrajuje zelo zanimiv spekter modifikacij te metode:
- kapilarna conska elektroforeza (CZE, capillary zone electrophoresis), kjer se molekule ločujejo na osnovi različnih mobilnosti,
- micelna elektrokinetična kromatografija (MEKC, micellar electrokinetic chromatography), kjer se molekule ločujejo na osnovi interakcij z miceli,
- kapilarna gelska elektroforeza (CGE, capillary gel electrophoresis), kjer se molekule ločujejo na osnovi velikosti in naboja, in
- kapilarno izoelektrično fokusiranje (CIEF, capillary isoelectric focusing), kjer se molekule ločujejo na osnovi različnih izoelektričnih točk.

V nadaljevanju si bomo podrobneje pogledali prvi dve, kapilarno consko elektroforezo in micelno elektrokinetično kromatografijo, ki smo ju uporabljali pri eksperimentalnem delu doktorske disertacije.

### Kapilarna conska elektroforeza
S kapilarno consko elektroforezo ločujemo le nabite molekule, saj metoda temelji na razliki v njihovi elektroforetski mobilnosti. Nevtralne molekule potujejo z elektroosmoznim tokom. Na elektroforetsko mobilnost lahko vplivamo s spreminjanjem pH, ionske moči in sestave pufra, vendar pa s tem spremenimo tudi elektroosmozni tok, kar lahko povzroči težave pri optimizaciji metode.

### Micelna elektrokinetična kromatografija
Micelno elektrokinetično kromatografijo so prvič uporabili leta 1984  in zelo hitro je postala metoda izbora za analizo nevtralnih molekul. Njena posebnost je priprava pufra, ki mu dodamo površinsko aktivno snov, ki nad kritično micelno koncentracijo tvori micele, sferične agregate. Te strukture imajo v notranjosti hidrofobno jedro, na površini pa so hidrofilni deli površinsko aktivne snovi, ki so v stiku z vodno fazo pufra. Premer micela je navadno 30-50 A. Znotraj kapilare imamo tako dve fazi, počasno psevdostacionarno micelno fazo in vodno fazo, ki se giblje hitreje. Mehanizem separacije pri micelni elektrokinetični kromatografiji temelji na hidrofobnih interakcijah med molekulami iz vzorca in miceli, če pa imajo molekule pri pH pufra naboj, je pomembna tudi elektroforetska mobilnost.

### Kapilarna elektroforeza DNK
Pri kapilarni elektroforezi fragmente DNK ločujemo v tanki kapilari, ki je v električnem polju. Fragmenti so označeni s fluorescenčnimi barvili, napetosti pa so precej visoke. Fragmenti se zaradi različne afinitete do negativnega potenciala med seboj ločijo. Na koncu kapilare te fragmente presvetlimo z laserjem, ki povzroči, da označena DNK fluorescira. Oddano svetlobo (fluorescenco)  zazna poseben detektor, podatke pa potem lahko analiziramo oz. interpretiramo z analitsko programsko opremo, ki nam izriše elektroferograme.

## Prednosti in omejitve kapilarne elektroforeze
Najpomembnejše prednosti kapilarne elektroforeze pred drugimi analiznimi metodami so širok spekter vzorcev, ki jih lahko analiziramo (na primer peptidi, proteini, oligonukleotidi, DNA, aminokisline, ogljikovi hidrati, flavonoidi, vitamini, kiralne spojine, pesticidi), majhna poraba vzorcev in pufrov, hiter čas analize in avtomatizacija.
Glavna omejitev kapilarne elektroforeze je nizka meja detekcije, saj zaradi majhnega premera kapilare in posledično nizkega volumskega pretoka ne moremo uporabljati klasičnih detektorjev, primernih za HPLC. Izboljšanje občutljivosti je prinesel razvoj sistemov kapilarne elektroforeze z združenimi metodami, kot sta na primer tekočinska kromatografija visoke ločljivosti in masna spektrometrija, ter lasersko inducirana fluorescenca.

## Klinična uporaba
Kapilarno elektroforezo so prvič uporabili v klinične namene za analizo serumskih proteinov. Zaradi hitrih analiz, avtomatiziranega dela, majhne porabe vzorcev, primerljivih rezultatov ter s tem povezanih manjših stroškov se je metoda razvila v dobro alternativo gelski elektroforezi. V nekaterih modernejših laboratorijih uporabljajo kapilarno elektroforezo za rutinske analize serumskih proteinov  in oblik hemoglobina , za kvantifikacijo hemoglobina A2  in proteinov v urinu  ter identifikacijo monoklonskih proteinov v serumu in urinu. Kapilarna elektroforeza je izjemnega pomena pri diagnosticiranju nekaterih redkih motenj. Omogoča analizo DNA za ugotavljanje Downovega sindroma,  analizo onkogena P-53, ugotavljanje pomanjkanja adenilosukcinat-liaze  ter profiliranje acidurij.